# 海野信亲
海野信親（1541年—1582年），為日本戰國時代的人物。
海野信親為武田信玄次子，母三條夫人，武田義信之同母弟、武田勝賴之異母兄、武田信道之父。
弘治2年（1556年），信親因感染天花以致雙目失明，信玄也在同年寫下願文，祈求信親的眼睛能夠得到治癒。根據甲陽軍艦的記載，永祿四年（1561年），信親與海野幸義之女成親，成為信濃海野家的養子，並繼承了海野氏。信親後來拜一向宗（净土真宗）之僧侶長延寺實了為師出家為僧，法號龍芳，乃半俗半僧之身份。信親雖是武田家的嫡子，但因雙眼殘疾，在長兄義信於永祿十年（1567年）10月19日病逝之後，未受立為後繼人。元龜四年（1573年），父親武田信玄因病去世，臨終時將家督之位傳給與側室諏訪御料人所生的四弟勝賴之子武田信胜。
天正十年（1582年），信長發動甲州征伐攻打甲斐時，信親逃入明寺藏匿。在得知勝賴於天目山之戰後自盡的消息，信親也跟著自盡了。但也有傳言指出信親是遭到信長長子織田信忠所殺害。
兒子武田信道出家法號道快，在織田家追殺武田家族人和家臣時逃亡，終得家康之助，保存了武田家嫡系血脈。後來幕府冊立信道之後代武田信興升為高家，使甲斐武田家因而存續。